# Veliborae
Els veliborae o velabri foren un poble de la costa oriental d'Irlanda (Ierne o Hibèrnia) esmentats pel geògraf Claudi Ptolemeu que els situa en el territori entre els uterni i els nagnatae.